# Vlag van Langezwaag

Vlag van Langezwaag

De vlag van Langezwaag is de dorpsvlag van het Nederlandse dorp Langezwaag, in de Friese gemeente Opsterland. De vlag werd in 2000 geregistreerd. Het ontwerp van de vlag is van de hand van Jelle Terluin.

## Geschiedenis
In 1998 ontwierp de heer Jelle Terluin verschillende dorpsvlaggen in Opsterland en deed een vervelende ontdekking. Het dorp Langezwaag had in 1992 een ontwerp voor een vlag en wapen gekregen; de plaatselijke vereniging voor dorpsbelangen was niet geïnteresseerd, maar een jaar later werd ze wakker en nam het wapen aan zoals voorgesteld; ze nam ook de vlag aan, maar met kleine toevoegingen. In de plooi werd het wapen geplaatst, dat dezelfde schuinbalken had als de vlag, waardoor het vrijwel onzichtbaar was. Vervolgens werden de groene schuinbalken verwijderd: geen veranderingen, omdat de witte rand bijna samenviel met de witte baan op de vlag. Waarna de witte rand werd veranderd in een grijze rand. De hoofdkleur van het hartschild: rood, werd veranderd in groen, en de boom werd grijs in plaats van wit.

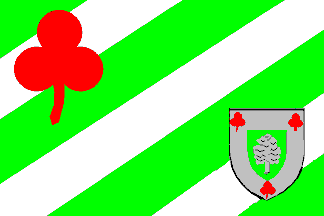
Officiële variant

## Beschrijving
De beschrijving van de vlag is als volgt:
Een vlag van zeven even brede linker schuinbanen van groen en wit, in de broektop een rode klaver van 1/2 vlaghoogte.
De kleuren zijn afkomstig van het dorpswapen.

## Symboliek
- Groene en zilveren schuinbanen: beeldt de ligging van de percelen uit rond het dorp welke zuidwest-noordoost georiënteerd zijn.[3]

Rood klaverblad: vereenvoudigde vorm van de drie klaverbladen uit het wapen. Het staat symbool voor de drie buurtschappen rond Langezwaag: Singsang, Wijngaarden en Jonkersland (sinds 1988 een zelfstandig dorp).[3]